# Måns Zelmerlöw
Måns Zelmerlöw (født Måns-Petter Albert Sahlén Zelmerlöw, den 13. juni 1986 i Lund i Sverige) er en svensk sanger, tv-vært, danser og sangskriver. Han er aktiv indenfor genrerne rock, pop, opera, musical og komponerer dansbandsmusik. Som sanger har han deltaget i bl.a. Idol, Melodifestivalen og Så ska det låta. Han har været vært for bl.a. Sommarkrysset, Melodifestivalen, Allsång på Skansen og Eurovision Song Contest.
Den 23. maj 2015 vandt han Eurovision Song Contest i Wien for Sverige med sangen "Heroes". Sangen opnåede 365 point, det 3. højest scorede pointantal nogensinde. Og dermed 62 point flere end det russiske bidrag på andenpladsen.
Forinden havde han den 14. marts vundet den svenske Melodifestivalen.
Zelmerlöw er kvart dansk, da hans bedstemor er fra Hillerød.[kilde mangler]